# Capital One Arena
Capital One Arena (tidligere kendt som MCI Center og Verizon Center) er en sportsarena i Washington D.C. i USA, der er hjemmebane for både NHL-klubben Washington Capitals og NBA-holdet Washington Wizards. Arenaen har plads til ca. 20.000 tilskuere, og blev indviet den 2. december 1997. 
Capital One Arena er desuden ofte arrangør af koncerter, og Janet Jackson, Spice Girls, Madonna, Coldplay og Celine Dion er blandt de navne der har optrådt i arenaen.